# فورت بلیس (فیلم)
فورت بلیس (به انگلیسی: Fort Bliss) فیلمی محصول سال ۲۰۱۴ و به کارگردانی کلادیا میرز است. در این فیلم بازیگرانی همچون میشل موناهن، ران لیوینگستون، امانوئل شریکی، پابلو شرایبر، دش میهوک، فردی رودریگز، بنگا آکینابه، جان سوج، مانولو کاردونا و اوکس فگلی ایفای نقش کرده‌اند.